# Cantonul Saint-Ouen-l'Aumône
Cantonul Saint-Ouen-l'Aumône este un canton din arondismentul Pontoise, departamentul Val-d'Oise, regiunea Île-de-France, Franța.

## Comune
- Méry-sur-Oise
- Saint-Ouen-l'Aumône (reședință)